# Union nationale (Schweiz)

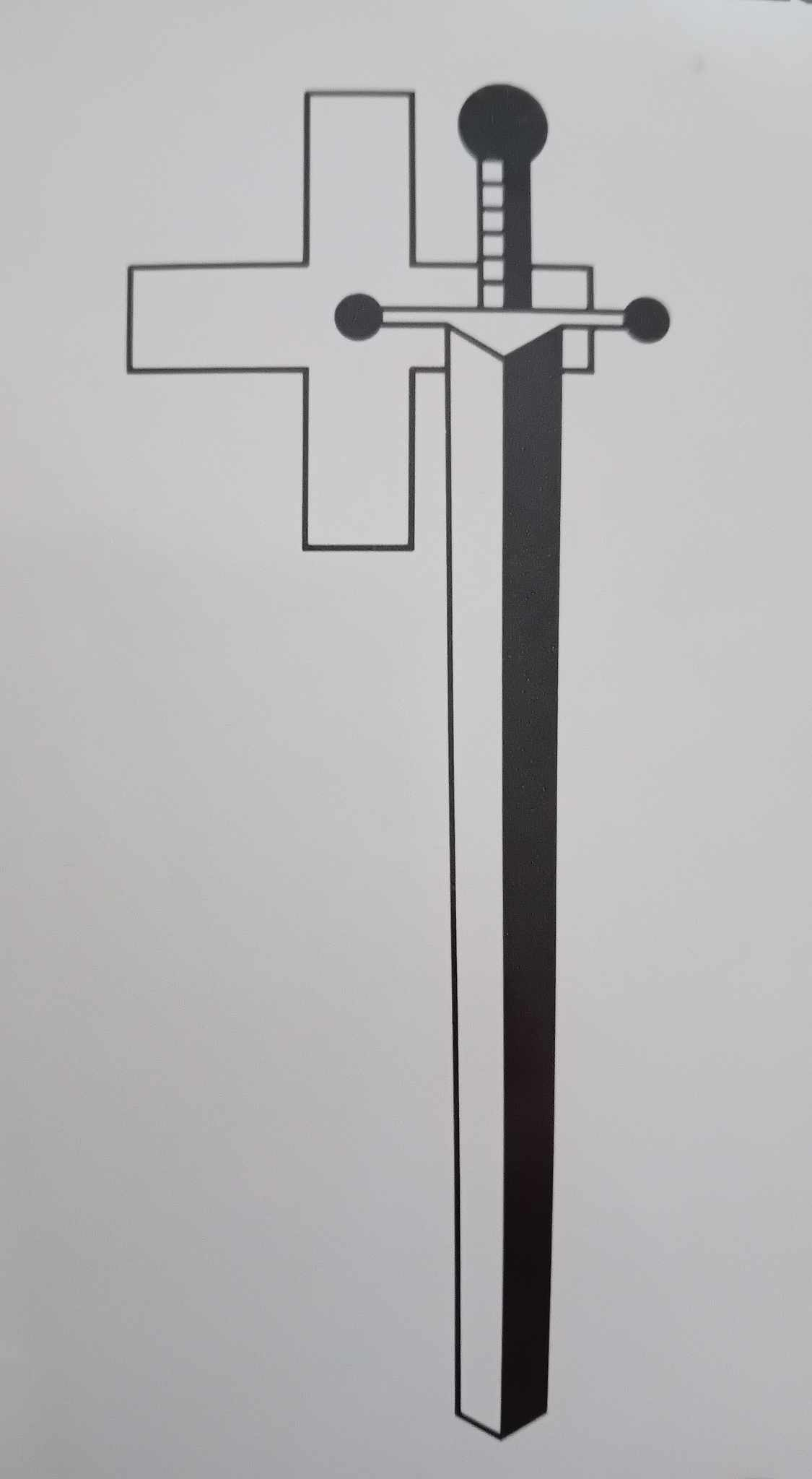
Logo

Die Union nationale war eine politische Partei der Schweiz, die der Frontenbewegung zugerechnet wird.

## Geschichte
Die Union nationale entstand 1932 aus der Fusion zwischen der 1923 gegründeten Union de défense économique, einer rechtsbürgerlichen, stark antisozialistisch und antikommunistisch ausgerichteten Gruppierung und dem 1930 geschaffenen Ordre politique national von Georges Oltramare. Oltramare war unangefochtener Anführer der neuen Partei. 
Am 9. November 1932 störten Mitglieder der Union nationale eine Veranstaltung der Sozialisten im Kommunalsaal von Plainpalais. Daraufhin kam es zu einer Grosskundgebung der Sozialisten und daraufhin zu den Unruhen von Genf 1932. Im Jahr 1936 gewann die Union nationale in Verbindung mit den bürgerlichen Parteien bei den Grossratswahlen in Genf zehn Sitze. 1937 verfügte die Partei über etwa 2000 Parteimitglieder. Sie hatte nach der Auflösung der Schweizerischen Faschistischen Bewegung 1936 insbesondere im Kanton Wallis einen Mitgliederzuwachs verzeichnet.
Im Mai 1937 reiste Oltramare nach Rom und traf Benito Mussolini. Die Union nationale erhielt Gelder der italienischen Regierung und sollte dafür zugunsten Italiens Einfluss auf den Völkerbund in der Frage des Abessinienkrieges und betreffend der Sanktionenaffäre nehmen. 1939 versuchte die Partei mit der Liberal-demokratischen Partei des Kantons Genf zu fusionieren. Als das Vorhaben scheiterte, verliess Oltramare die Union nationale, die sich kurz darauf auflöste.

## Politische Ausrichtung
Die Union nationale lehnte sich stark an die faschistischen Vorbilder im Ausland an. Die Partei war militaristisch aufgebaut. Die Wählerbasis kam aus dem Bürgertum, die Partei war antikommunistisch orientiert. Das Motto der Partei war «Eine Lehre, ein Glaube, ein Führer».